# .ca
.ca е интернет домейн от първо ниво за Канада.

## Домейни от второ ниво
- .ab.ca – Алберта
- .bc.ca – Британска Колумбия
- .mb.ca – Манитоба
- .nb.ca – Ню Брънзуик
- .nf.ca – Нюфаундленд
- .nl.ca – Нюфаундленд и Лабрадор
- .ns.ca – Нова Скотия
- .nt.ca – Северозападни територии
- .nu.ca – Нунавут
- .on.ca – Онтарио
- .pe.ca – Остров Принц Едуард
- .qc.ca – Квебек
- .sk.ca – Саскачеван
- .yk.ca – Юкон